# Eriospermum halenbergense
Eriospermum halenbergense är en sparrisväxtart som beskrevs av Moritz Kurt Dinter. Eriospermum halenbergense ingår i släktet Eriospermum och familjen sparrisväxter. IUCN kategoriserar arten globalt som sårbar. Inga underarter finns listade i Catalogue of Life.